# Aldo Protti
Aldo Protti (19 de julio de 1920 - 10 de agosto de 1995) fue un barítono italiano, particularmente asociado al repertorio italiano.
Protti nació en Cremona. Estudió en Parma y realizó su debut en Pesaro con Figaro en 1948. Hizo su debut en La Scala de Milán en 1950, como Amonasro, y cantó durante muchos años. Representó durante muchos años por Italia y Europa como estandarte del repertorio italiano y reconociendo una reputación como "uno de los barítonos más destacados del ámbito periodístico internacional de la posguerra". Debutó en el Metropolitan Opera, como Rigoletto, a los 65 años. 
Fue particularmente apreciado en los papeles de Verdi, especialmente Rigoletto, su gran rol pero también  Alfio, Tonio, Gérard, Scarpia, etc. Se le puede escuchar a Protti en muchas grabaciones, incluyendo Rigoletto, La traviata, Aida y Otello, con sus dos parejas más famosas Renata Tebaldi y Mario del Monaco.[cita requerida]. Murió en Cremona a la edad de los 75 años. 